# Эвмен (правитель Амастриды)
Эвмен (др.-греч. Εὐμένης) — правитель Амастриды в IV—III веках до н. э., являвшийся, по всей видимости, старшим братом основателя Пергамского царства Филетера.

## Биография
Согласно свидетельству Мемнона Гераклейского, Эвмен был правителем Амастриды, которой раньше обладали жители Гераклеи. В начале III века до н. э. гераклеоты, освободившись от власти македонян, смогли вернуть почти все ранее утраченные ими владения. Однако Амастриду они не смогли возвратить «ни войной, ни деньгами, ни силой», так как вследствие «неразумного гнева» Эвмен предпочёл «даром» передать город понтийскому царю Ариобарзану. Ряд учёных (например, Максимова М. И. и Ломоури Н. Ю.) полагали, что вхождение Амастриды в состав Понтийского царства случилось в 280—279 годах до н. э. Однако Сапрыкин С. Ю., также ранее разделявший эту точку зрения, позднее, со ссылкой на детали из текста Мемнона, не исключил, что эти события могли произойти в конце 260 — начале 250 годов до н. э.
Многие исследователи считают Эвмена старшим братом Филетера — первого правителя независимого Пергамского царства. По их мнению, первенец Аттала и Боа изначально получил свою должность от Лисимаха и его третьей жены Арсинои. Также известно, что оба брата за их благодеяния были отмечены почестями со стороны дельфийцев.
У Эвмена был сын, носивший то же имя, к которому перешла власть над Пергамом.